# متنزه فورلانديت الوطني
تقع حديقة فورلانديت الوطنية في أرخبيل سفالبارد النرويجي. أنشئت الحديقة بموجب قرار ملكي في 1 يونيو 1973 وتغطي جزيرة الأمير كارل فورلاند بأكملها بالإضافة إلى البحر المحيط بها. تبلغ مساحة الحديقة الوطنية النرويجية 616 كم ومنطقة بحرية تبلغ مساحتها 4031 كم.
تشتهر هذه المنطقة بأنها موطن أقصى مجموعة من الفقمة شمالاً في العالم، كما أنها موطن أقصى مجموعة من طيور الغلموت الشائعة شمالاً في العالم. وتحتوي المنطقة على العديد من البقايا الأثرية التي تعود إلى صائدي الحيتان النرويجيين والروس.
أعترف بمحمية الطيور فورلاندسوين داخل الحديقة باعتبارها أرضًا رطبة ذات أهمية دولية من خلال التعيين بموجب اتفاقية رامسار. وحددت الحديقة الوطنية أيضًا كمنطقة مهمة للطيور (IBA) من قبل جمعية الطيور العالمية لأنها تدعم مجموعات التكاثر من أوز البرنقيل والإيدر الشائع والغلموت الأسود.

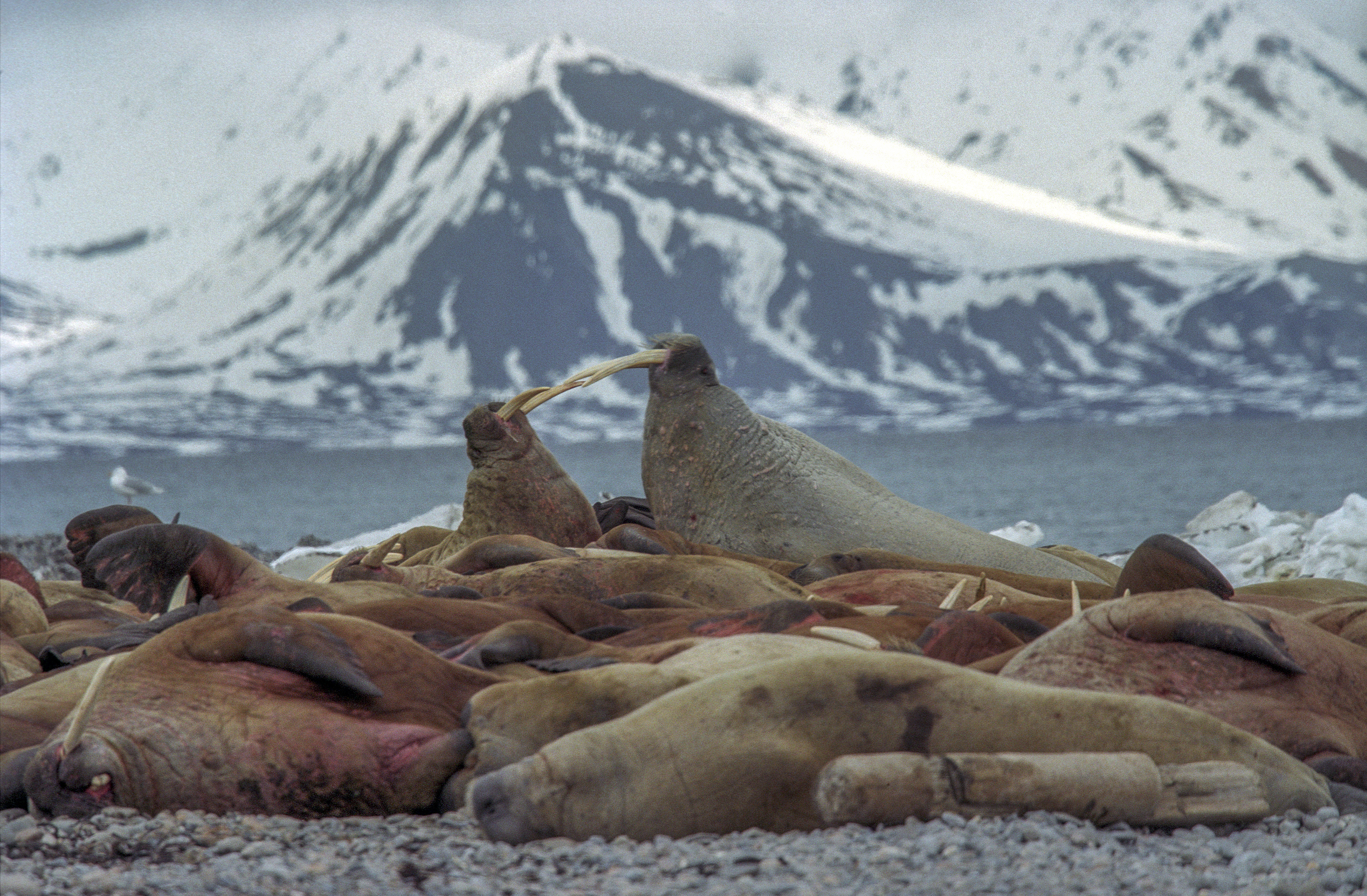
مستعمرة فظ البحر على جزيرة برينس كارل فورلاند، تم تصويرها في عام 2003